# Aleksandr Petrov (cestista)
Aleksandr Pavlovič Petrov (in russo Александр Павлович Петров?; Baku, 14 maggio 1939 – Mosca, 5 maggio 2001) è stato un cestista sovietico.

## Carriera
Con l'Unione Sovietica ha disputato due edizioni dei Giochi olimpici (Roma 1960, Tokyo 1964), i Campionati mondiali del 1963 e quattro edizioni dei Campionati europei (1959, 1961, 1963, 1965).

## Palmarès
- Coppa dei Campioni: 2

Dinamo Tbilisi: 1961-62
CSKA Mosca: 1962-63
- FIBA World Cup All-Tournament Teams: 1

1963